# Romanschulzia correllii
Romanschulzia correllii är en korsblommig växtart som beskrevs av Reed Clark Rollins. Romanschulzia correllii ingår i släktet Romanschulzia och familjen korsblommiga växter. Inga underarter finns listade i Catalogue of Life.